# Valeriya Kanatova
Valeriya Igoryevna Kanatova (russisch Валерия Игоревна Канатова, Walerija Igorjewna Kanatowa; * 29. August 1992 in Taschkent) ist eine ehemalige usbekische Leichtathletin, die sich auf den Dreisprung spezialisiert hat.

## Sportliche Laufbahn
Ihren ersten internationalen Wettkampf bestritt Valeriya Kanatova im Jahr 2007, als sie bei den Jugendweltmeisterschaften in Ostrava mit einer Weite von 12,15 m in der Qualifikation ausschied, wie auch bei den Juniorenweltmeisterschaften in Bydgoszcz im Jahr darauf mit 12,37 m. 2009 gewann sie bei den Jugendweltmeisterschaften in Brixen mit 13,45 m die Bronzemedaille und belegte anschließend bei den Hallenasienspielen in Hanoi mit 12,69 m den zehnten Platz, ehe sie bei den Asienmeisterschaften in Guangzhou mit 13,46 m auf Rang fünf gelangte. 2010 wurde sie bei den Juniorenweltmeisterschaften in Moncton mit 13,68 m Vierte. Im Jahr darauf gewann sie bei den Asienmeisterschaften in Kōbe mit einem Sprung auf 14,14 m die Silbermedaille hinter der Chinesin Xie Limei und schied anschließend bei den Weltmeisterschaften in Daegu mit 13,86 m in der Qualifikation aus. 2012 schied sie bei den Hallenweltmeisterschaften in Istanbul mit 13,51 m in der Vorrunde aus und 2014 beendete sie in Sosnowiec ihre sportliche Karriere im Alter von 21 Jahren.

## Persönliche Bestleistungen
- Dreisprung: 14,28 m (+0,9 m/s), 11. Juni 2011 in Taschkent
  - Dreisprung (Halle): 14,00 m, 29. Januar 2012 in Krasnodar